# 17 d'abril
El 17 d'abril és el cent setè dia de l'any del calendari gregorià i el cent vuitè en els anys de traspàs. Queden 258 dies per finalitzar l'any.

## Esdeveniments
Països Catalans
- 1711 - Barcelona: Carles III, Comte de Barcelona, en morir el seu germà Josep I, marxa immediatament cap a Àustria on serà nomenat Sacre Emperador Romà, abandonant els catalans a la seva sort.
- 1931 - Catalunya: per les pressions del govern espanyol, la República Catalana es converteix en la Generalitat de Catalunya, de la qual Francesc Macià n'esdevé el president.
- 1938 - Viella (la Vall d'Aran): els franquistes ocupen la vila.
- 1973: S'estrena a RTVE (només per a Catalunya) el programa Giravolt, el primer informatiu setmanal en català de la televisió espanyola, després de Mare Nostrum, que era mensual.[1]
- 1979 - Barcelona: hi comença a emetre Ona lliure, la primera de les ràdios lliures del país.
- 2019 - Gironaː per primer cop les dones poden desfilar com a manaies a les processons de Setmana Santa de Girona.[2]

Resta del món
- 1492 - Santa Fe (Andalusia): els Reis Catòlics signen les Capitulacions de Santa Fe, document que nomena Cristòfol Colom almirall, virrei i governador general de tots els territoris que descobrís o guanyés durant la seva vida.
- 1867 - Alemanya: Proclamació de la Constitució de la Confederació Alemanya del Nord.[3]
- 1895 - Japó: Es signa el Tractat de Shimonoseki, que posa fi a la primera guerra entre la Xina i el Japó, significativament favorable als segons.[4]
- 1942 - Fortalesa de Königstein, prop de Dresde, Tercer Reich: el general Henri Giraud s'escapa del castell on era presoner de guerra.[5]
- 1946 - Síria s'independitza dels imperis britànic i francès.
- 1961 - A l'illa de Cuba mercenaris entrenats pels Estats Units comencen la invasió de Playa Girón, també coneguda com a Invasió de Bahía de Cochinos, que acabarà amb la derrota dels Estats Units.[6]
- 1970 - Pacífic Sud, Samoa Americana: Retornen a la Terra els tripulants de la nau Apollo 13, després d'un viatge accidentat i de moltes hores d'angoixa i incertesa.[7]
- 1973 - Estats Units: es produeix la primera aparició de Blade, creat per Marv Wolfman i Gene Colan, a les pàgines de The Tomb of Dracula nº 10 de Marvel Comics.
- 2004 - Madrid (Espanya): José Luis Rodríguez Zapatero jura el càrrec de president del govern espanyol.

## Naixements
Països Catalans
- 1873 - Sabadell: Antoni Estruch i Bros, pintor historicista, famós per haver pintat els quadres Corpus de Sang i L'Onze de Setembre (m. 1957).[8]
- 1884 - Toixa, València: Lluïsa Vela, una de les grans sopranos de la primera part del segle xx espanyol (m. 1938).[9]
- 1926 - Barcelona: Montserrat Torrent i Serra, organista catalana.[10]
- 1927 Pego: Dolors Sendra Bordes, compositora i musicòloga valenciana, que investigà la música popular (m. 2019).[11]
- 1946 - Sants: Àngel Casas i Mas, periodista, crític musical i presentador de televisió català (m. 2022).
- 1956 - Manresa: Montse Estruch i Casagolda, cuinera catalana, amb una estrella Michelin, i participant en el programa televisiu Top Chef.
- 1986 - Torelló: Clàudia Galicia, esportista catalana que competeix en ciclisme de muntanya i esquí de muntanya.

Resta del món
- 1589, Ranten, Àustria: Martin Zeiller, teòleg protestant (m. 1832).
- 1709, La Rochelle: Marie Sallé, ballarina i coreògrafa francesa (m. 1756).[12]
- 1766, Largo, Fife, Escòcia, Regne Unit): John Leslie, físic i matemàtic (m. 1832).[13]
- 1774, Eisleben Saxònia: Johann Friedrich Gottlob Koenig, inventor de la premsa de vapor (m. 1833).[14]
- 1813, Nova York: Susan Fenimore Cooper, escriptora i naturalista nord-americana.[15]
- 1837, Hartford, Connecticut (EUA): John Pierpont "J.P." Morgan, financer i banquer americà que va dominar les finances corporatives i la consolidació industrial de la seva època (m. 1913).[16]
- 1867, Madrid: María Guerrero, actriu espanyola.[17]
- 1876, Oulu, Finlàndia: Otto Karhi, polític
- 1885, Rungsted, Dinamarca: Karen Blixen, escriptora en danès i anglès (m. 1962).[18]
- 1894, Kalinovka (Rússia): Nikita Serguéievitx Khrusxov, va ser el líder de la Unió Soviètica després de la mort de Ióssif Stalin (m. 1971).[6]
- 1904, Londres: Irene Manton, botànica britànica, estudiosa de les falgueres (m.1988).[19]
- 1916, Gampaha, Kandy (Ceilan): Sirimavo Bandaranaike, primera dona en la història moderna que arribà a cap d'estat (Sri Lanka) (m. 2000).[6]
- 1919, San Joaquín de Flores, Costa Rica: Chavela Vargas, cantant mexicana d'origen costa-riqueny (m. 2012).[20]
- 1927, 
  - Halle an der Saale, República de Weimar: Margot Honecker, política alemanya, ministra d'educació a la RDA.[21]
  - Torí, Itàlia: Graziella Sciutti, soprano italiana (m. 2001).[22]
- 1929, Dakar: Mariama Bâː novel·lista, professora i feminista senegalesa (m. 1981).[23]
- 1936, Malvern, parròquia de Saint Elizabeth: Verma Panton, arquitecta jamaicana, la primera del Carib anglòfon (m. 2015).[24]
- 1940, Berlín: Anja Silja, soprano alemanya.[25]
- 1955, Mkoko: Anna Kachikho, política que ha ocupat diversos càrrecs governamentals a Malawi.
- 1959, Sheffield, Regne Unit: Sean Bean, actor britànic de cinema i de televisió.
- 1967, Reykjavík: Birgitta Jónsdóttir, política, activista i poeta islandesa, diputada al parlament islandès.[26]
- 1972, Houston, Texas (EUA): Jennifer Garner, actriu i productora de cinema estatunidenca.[27]
- 1974, Harlow (Anglaterra): Victoria Beckham, cantant i dissenyadora de moda anglesa.[28]
- 1977, Dinamarca: Frederik Magle, compositor, organista i pianista danès.
- 1980, Otawa: Jillian Tamaki, il·lustradora i dibuixant canadenca americana.[29]

## Necrològiques
Països Catalans
- 1723 - València: Tomàs Vicent Tosca i Mascó, erudit valencià, matemàtic, cartògraf i teòleg, a banda de creador del moviment Novatores (n. 1651).[30]
- 1900 - Pará, Brasil: Clotilde Bosch i Carbonell, pintora del segle xix (n. 1829).[31]
- 1946 - València: Gustau Pascual Falcó, músic i compositor valencià, autor del pasdoble «Paquito el Chocolatero» (n. 1909).
- 1954 - Perpinyà: Sara Llorens, mestra i escriptora, considerada la primera folklorista catalana (n. 1881).[32]
- 1955 - Palma: Coloma Rosselló Miralles, escriptora mallorquina.[33]
- 2014 - Barcelona: Conxa Pérez Collado, sindicalista, activista, miliciana i lluitadora antifeixista (n. 1915).[34]
- 2021 - 
  - Barcelona: Josep Mussons i Mata, empresari i dirigent esportiu (n. 1925).[35]
  - Manresa: Joan Badia i Pujol, filòleg, professor, activista i polític (n. 1951).[36]

Resta del món
- 1066 - Barbastre, Aragó: Ermengol III, denominat el de Barbastre, comte d'Urgell (1038 - 1066).[37]
- 1695 - Ciutat de Mèxic: Sor Juana Inés de la Cruz, religiosa jerònima i escriptora mexicana (n. 1651).[38]
- 1696 - Grignan, França: Marquesa de Sévigné, escriptora francesa que elevà les cartes al nivell d' alta literatura (n. 1626).[39]
- 1711 -Vienna: Josep I del Sacre Imperi Romanogermànic (n. 1678).[40]
- 1783 - París: Louise d'Épinay, escriptora.[41]
- 1790 - Filadèlfia (Estats Units): Benjamin Franklin, polític i impressor nord-americà (n. 1706).[42]
- 1794 - Bordeus: Angélique du Coudray, llevadora pionera i molt influent en la França del segle xviii (n. 1712).[43]
- 1838 - Jena: Johanna Schopenhauer, novel·lista i salonnière alemanya (n. 1766).[44]
- 1877 - Berlín (Imperi Alemany): Julius Springer, editor alemany (n. 1817).
- 1913 - Istanbul: Ahmad Niyazi Bey, militar turc otomà.
- 1942 - Nova York (EUA): Jean Baptiste Perrin, físic i químic francès, Premi Nobel de Física de 1926 (n. 1870).[45]
- 1951 - París: Berthe Weill, marxant d'art francesa, primera galerista europea, descobridora de les avantguardes europees (n. 1865).[46]
- 1962 - Beverly Hills, Califòrnia: Louise Fazenda, actriu còmica molt popular en el cinema mut i sonor entre 1910 i 1930 (n. 1895).[47]
- 1975 - Chennai (Ìndia): Sir Sarvepalli Radhakrishnan, filòsof indi, polític i segon president de l'Índia (n.1888).[6]
- 1976 - Copenhaguen (Dinamarca): Henrik Dam, metge i bioquímic danès, Premi Nobel de Medicina o Fisiologia de 1943 (n. 1895).[48]
- 1993 - Pennsilvània: Mary Louisa Willard, científica forense reconeguda internacionalment (n. 1898).[49]
- 1996 - Madrid, Espanya: José Luis López Aranguren, filòsof,assagista i professor espanyol (n. 1909).[50]
- 1998 - Tucson, Arizona, EUA: Linda McCartney, música, compositora, activista pels drets dels animals i fotògrafa americana, esposa de Paul McCartney (n. 1941).[51]
- 2004 - Gaza, Franja de Gaza: Abdel Aziz al-Rantissi, líder polític palestí i cofundador de Hamàs (n. 1947).[52]
- 2008 - Madrid: Rosario Sánchez, La Dinamitera, miliciana espanyola, immortalitzada per Miguel Hernández (n. 1919).[53]
- 2013 - Neauphle-le-Château: Deanna Durbin, actriu i cantant canadenca (n. 1921).[54]
- 2014 - Ciutat de Mèxic: Gabriel García Márquez, escriptor colombià.[55]

## Festes i commemoracions
- Onomàstica: Sants Acaci de Melitene, bisbe; Anicet I, papa; Elies, Pau i Isidor de Còrdova, monjos i màrtirs; Arnoald de Metz, bisbe; Robert de Molesme, abat, fundador dels cistercencs; Kateri Tekakwitha, religiosa iroquesa; beat Baptista Spagnoli, religiós carmelità (a l'Orde del Carme; a la resta de l'Església, el 20 de març); beates Chiara Gambacorti, vídua, i Mariana de Jesús Navarro de Guevara, verge mercedària. A l'Església Ortodoxa Grega: Simeó bar Sabas, màrtir.